# مكتب الأمم المتحدة لدعم بناء السلام في غينيا بيساو
أنشأ مجلس الأمن مكتب الأمم المتحدة لدعم بناء السلام في غينيا بيساو في قراره رقم 1233 في نيسان / أبريل 1999 لتسهيل الانتخابات العامة وتنفيذ اتفاق أبوجا.
جاء ذلك في أعقاب اتفاقية وقف إطلاق النار الموقعة في برايا في 26 أغسطس 1998  وأعيد التأكيد عليها في 1 نوفمبر (المعروفة باسم اتفاق أبوجا) مع الوعد بإجراء انتخابات  مع بروتوكول إضافي يرتب تشكيل حكومة وحدة وطنية تم توقيعه في 15 ديسمبر  وعززها قرار مجلس الأمن التابع للأمم المتحدة رقم 1216. وأشرفت على الاتفاقية مجموعة المراقبة التابعة للجماعة الاقتصادية لدول غرب إفريقيا والمجموعة الاقتصادية لدول غرب إفريقيا.
تم تمديد ولاية مكتب الأمم المتحدة لدعم بناء السلام في غينيا بيساو في أعقاب انتخابات عام 1999 إلى فترة ما بعد الانتخابات.
تم تقديم العديد من التقارير والاجتماعات لمجلس الأمن على مر السنين.
تم تمديد ولاية مكتب الأمم المتحدة لدعم بناء السلام في غينيا بيساو ومراجعتها في عام 2004.
وحل محله مكتب الأمم المتحدة المتكامل لبناء السلام في غينيا بيساو في عام 2009.

## روابط خارجية
- الصفحة الرئيسية لمكتب الأمم المتحدة لدعم بناء السلام في غينيا - بيساو نسخة محفوظة 23 نوفمبر 2010 على موقع واي باك مشين.